# 敖德薩鎮區 (堪薩斯州朱厄爾縣)
敖德薩鎮區（英語：Odessa Township）為位在美國堪薩斯州朱厄爾縣的鎮區。2010年美国人口普查中該鎮區人口有21人。

## 地理
敖德薩鎮區涵蓋面積92.94平方（35.88平方英里），其中0.02平方公里或0.02%為水域。該鎮區有波丘派恩溪（Porcupine Creek）等溪流通過。

### 非建制地區
- Dentonia

### 鄰近鎮區
- 朱厄爾縣
  - 埃斯本鎮區（北）
  - 萊姆斯通鎮區（東北）
  - 愛奧尼亞鎮區（東）
  - 阿森斯鎮區（東南）
  - 歐文鎮區（南）

- 史密斯縣
  - 林肯鎮區（西南）
  - 韋伯斯特鎮區（西）
  - 奧克鎮區（西北）

### 墓園
- 敖德薩墓園（Odessa Cemetery）：位在敖德薩聯合衛理公會（Odessa United Methodist Church）南方。

## 外部連結
- U.S. Board on Geographic Names (GNIS) （页面存档备份，存于）
- United States Census Bureau cartographic boundary files
- US-Counties.com
- City-Data.com （页面存档备份，存于）